# Герб Алвіту
Ге́рб Алві́ту — офіційний символ містечка Алвіту, Португалія. Використовується як територіальний герб. У срібному щиті синій замок із двома вежами, срібними вікнами і брамою. Над замком дві зелені гілки оливи і дуба з чорними плодами, перехрещені і перев'язані червоною стрічкою. У нижній частині щита чорний арковий міст; в арці — дві сині хвилясті смуги. Щит увінчує срібна мурована містечкова корона з чотирма вежами.  Під щитом біла стрічка, на якій великими літерами напис португальською: «vila de Alvito» (містечко Алвіту).  Офіційно затверджений 2 травня 1938 року.  

## Галерея

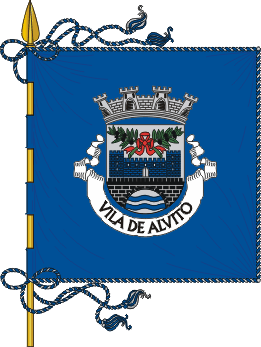
Прапор